# Boșorod
Boșorod (en hongrois : Bosoród, en allemand : Bosendorf) est une commune du Județ de Hunedoara en Transylvanie, (Roumanie).